# Naturwaldzelle Schäferheld
Die Naturwaldzelle Schäferheld ist ein Waldgebiet von 23,3 Hektar Fläche, das seit 1971 nach dem Prinzip der nordrhein-westfälischen Naturwaldzellen nicht forstlich bewirtschaftet wird. Die Naturwaldzelle liegt innerhalb des Nationalparks Eifel, so dass inzwischen auch die umliegenden Waldflächen dem Prozessschutz unterliegen.
Diese Naturwaldzelle liegt in der Rureifel und ist Teil des Kermeter. Am Nordwesthang des Hellbergs gelegen, fällt das Gelände von 526 m ü. NHN in Richtung Urfttalsperre bis auf 460 m ü. NHN ab. Das Klima ist subatlantisch mit geringen Schwankungen von Temperatur und Niederschlag im Jahresverlauf. Die Jahresmitteltemperatur liegt bei 7,2 °C, der Jahresniederschlag ist mit 750 mm für die Gegend recht niedrig, was am Regenschatten des Hohen Venn liegt. Das Gebiet gehört zur nördlichen Eifel, als Gesteine kommen geschieferter Tonstein, auch Schluff- und Sandstein vor. Die Bodenbildung erfolgt aus pleistozänen, seltener holozänen, lehmigen Deckschichten. Der Boden ist verbreitet eine 40 bis 50 cm starke Braunerde, der eine schwache Podsolierung aufweist. Die Humusschicht liegt meist als mullartiger Moder vor. Der Boden ist durch eine frühere Kalkdüngung beeinflusst. Der Nährstoffgehalt des Bodens ist meist nur gering.
Der Bestand lässt sich bis in das Jahr 1733 zurückverfolgen, wo ein Forstort „Schieferhelt“ als Buchenwald verzeichnet ist. Dieser war damals aus einer Nutzung der Rotbuchen (Fagus sylvatica) als Holzkohle hervorgegangen. Weitere Nachweise finden sich im Jahr 1828, als die Buchen ein Alter von 100 bis 120 Jahren aufwiesen. 1877 wird ein recht junges Alter für den Buchenbestand angegeben, so dass zwischen 1828 und 1877 von einer flächigen Naturverjüngung auszugehen ist. Auch in der Folgezeit stockte hier ein Buchenwald, nur auf einem kleinen Teil der Fläche durch angepflanzte Fichten (Picea abies) unterbrochen. In den 50er Jahren wurde der Boden gekalkt. 1972 warf ein Sturm eine größere Anzahl an Bäumen, so dass einige lichtere Stellen entstanden sind.
Der Wald lässt sich heute als Frauenfarn-Hainsimsen-Buchenwald einordnen, die Pflanzengesellschaft gehört zum Luzulo-Fagetum athyrietosum. Die Rotbuche dominiert in der Kronenschicht, nur vereinzelt sind Traubeneichen (Quercus petraea) vorhanden.
Im westlichen, höher gelegenen und damit besser drainierten Teil dominiert die Rotbuche (Fagus sylvatica), nur vereinzelt ist die Traubeneiche (Quercus petraea) beigemischt. Durch die Auflichtungen ist die Krautschicht recht artenreich, es finden sich dort Arten wie Roter Fingerhut (Digitalis purpurea), Riesen-Schwingel (Festuca gigantea), Stachel-Segge (Carex muricata) und die Himbeere (Rubus idaeus). Bei mehr geschlossenem Kronendach ändert sich die Artenzusammensetzung der Krautschicht, es wachsen dann Weiße Hainsimse (Luzula albida), Sauerklee (Oxalis acetosella), Frauenfarn (Athyrium filix-femina), Pillensegge (Carex pilulifera) und Flattergras (Milium effusum). An feuchteren Stellen findet man die Winkel-Segge (Carex remota), an Stellen mit verdichtetem Boden Kletten-Labkraut (Galium aparine).
Die jetzige Zusammensetzung der Pflanzenarten entspricht weitgehend der natürlichen Vegetation. Durch die Sturmschäden lässt sich auf dieser Naturwaldzelle beobachten, wie die Verjüngung der Rotbuche in Konkurrenz zur Krautschicht und unter Einfluss von Pflanzenfressern wie Rothirsch, Reh und Hase abläuft.

## Belege
- Landesanstalt für Ökologie, Landschaftsentwicklung und Forstplanung (Hrsg.): Naturwaldzellen in Nordrheinwestfalen. Teil I. 1975, S. 26–29.
- Naturwaldzelle Nr. 03, Schäferheld. Landesbetrieb Wald und Holz Nordrhein-Westfalen, abgerufen am 1. Februar 2016.

Koordinaten: 50° 36′ 29″ N, 6° 27′ 26″ O